# Manuel Pereira (Fechter)
Manuel Pereira Senabre (* 18. Juni 1961 in Madrid) ist ein ehemaliger spanischer Degenfechter.

## Erfolge
Manuel Pereira erzielte seinen größten Erfolg im Jahr 1989 mit dem Gewinn der Weltmeisterschaft in Denver. Im Finale setzte er sich gegen Sandro Cuomo durch. Für diesen Sieg wurde er 1989 zu Spaniens Sportler des Jahres gewählt. Zweimal nahm er an Olympischen Spielen teil: 1988 belegte er in Seoul Rang 65 im Einzel und Rang 13 mit der Mannschaft. Vier Jahre darauf schloss er die Einzelkonkurrenz auf dem 48. Rang ab, während er mit der Mannschaft Sechster wurde.
Nach seiner aktiven Karriere wurde er Trainer der spanischen Nationalmannschaft. 2014 erfolgte seine Aufnahme in die Hall of Fame der Fédération Internationale d’Escrime. Sein Sohn Yulen ist ebenfalls Fechter.